# Club Deportivo Foz
El Club Deportivo Foz es un equipo de fútbol español del municipio gallego de Foz, en la provincia de Lugo. Fue fundado en 1960 y juega en la temporada 2022-23 en Primera Galicia tras descender la temporada anterior.

## Estadio
El equipo juega sus partidos como local en el Campo Martínez Otero.

## Datos del club
- Temporadas en 1.ª: 0
- Temporadas en 2.ª: 0
- Temporadas en 2ªB: 0
- Temporadas en 3.ª: 3

### Historial por temporadas
| Temp.   | Nivel | Categoría   | Puesto |
| ------- | ----- | ----------- | ------ |
| 1950/51 | 5     | 1ª Comarcal |        |
| 1951/52 | 5     | 1ª Comarcal |        |
| 1952/53 | 5     | ?           |        |
| 1953/54 | 5     | ?           |        |
| 1954/55 | 5     | ?           |        |
| 1955/56 | 5     | ?           |        |
| 1956/57 | 5     | ?           |        |
| 1957/58 | 5     | ?           |        |
| 1958/59 | 5     | ?           |        |
| 1959/60 | 5     | ?           |        |
| 1960/61 | 4     | Serie A     | 3º     |
| 1961/62 | 4     | Serie A     | 2º     |
| 1962/63 | 3     | 3.ª         | 14º    |
| 1963/64 | 3     | 3.ª         | 7º     |
| 1964/65 | 3     | 3.ª         | 16º    |
| 1965/66 | 4     | Serie A     | 9º     |
| 1966/67 | 5     | 1ª Comarcal | 5º     |
| 1967/68 | 5     | 1ª Comarcal | 4º     |
| 1968/69 | 5     | 1ª Comarcal | 4º     |
| 1969/70 | 5     | 1ª Comarcal | ?      |
| 1970/71 | 5     | 1ª Comarcal | 1º     |
| 1971/72 | 5     | 1ª Comarcal | 4º     |
| 1972/73 | 5     | 1ª Comarcal | 3º     |
| 1973/74 | 5     | 1ª Comarcal | 7º     |
| 1974/75 | 5     | 1ª Comarcal | 11º    |

| Temp.   | Nivel | Categoría   | Puesto |
| ------- | ----- | ----------- | ------ |
| 1975/76 | 5     | 1ª Comarcal | 8º     |
| 1976/77 | 5     | 1ª Regional | 5º     |
| 1977/78 | 6     | 1ª Regional | 6º     |
| 1978/79 | 7     | 2ª Regional | 1º     |
| 1979/80 | 6     | 1ª Regional | 8º     |
| 1980/81 | 6     | 1ª Regional | 10º    |
| 1981/82 | 5     | Preferente  | 11º    |
| 1982/83 | 5     | Preferente  | 8º     |
| 1983/84 | 5     | Preferente  | 15º    |
| 1984/85 | 6     | 1ª Regional | 2º     |
| 1985/86 | 6     | 1ª Regional | 4º     |
| 1986/87 | 6     | 1ª Regional | 1º     |
| 1987/88 | 5     | Preferente  | 13º    |
| 1988/89 | 5     | Preferente  | 9º     |
| 1989/90 | 5     | Preferente  | 9º     |
| 1990/91 | 5     | Preferente  | 13º    |
| 1991/92 | 6     | 1ª Regional | 5º     |
| 1992/93 | 6     | 1ª Regional | 1º     |
| 1993/94 | 5     | Preferente  | 18º    |
| 1994/95 | 6     | 1ª Regional | 3º     |
| 1995/96 | 6     | 1ª Regional | 2º     |
| 1996/97 | 5     | Preferente  | 6º     |
| 1997/98 | 5     | Preferente  | 3º     |
| 1998/99 | 5     | Preferente  | 2º     |
| 1999/00 | 5     | Preferente  | 19º    |

| Temp.   | Nivel | Categoría     | Puesto |
| ------- | ----- | ------------- | ------ |
| 2000/01 | 6     | 1ª Regional   | 1º     |
| 2001/02 | 5     | Preferente    | 8º     |
| 2002/03 | 5     | Preferente    | 8º     |
| 2003/04 | 5     | Preferente    | 14º    |
| 2004/05 | 5     | Preferente    | 9º     |
| 2005/06 | 5     | Preferente    | 16º    |
| 2006/07 | 5     | Preferente    | 18º    |
| 2007/08 | 6     | 1ª Autonómica | 2º     |
| 2008/09 | 5     | Preferente    | 4º     |
| 2009/10 | 5     | Preferente    | 13º    |
| 2010/11 | 5     | Preferente    | 11º    |
| 2011/12 | 5     | Preferente    | 20º    |
| 2012/13 | 6     | 1ª Autonómica | 18º    |
| 2013/14 | 7     | 2ª Autonómica | 7º     |
| 2014/15 | 7     | 2ª Autonómica | 4º     |
| 2015/16 | 7     | 2ª Autonómica | 1º     |
| 2016/17 | 6     | 1ª Autonómica | 3°     |
| 2017/18 | 6     | 1ª Autonómica | 2°     |
| 2018/19 | 5     | Preferente    | 15º    |
| 2019/20 | 5     | Preferente    | 20º    |
| 2020/21 | 5     | Preferente    | 5º     |
| 2021/22 | 6     | Preferente    | 12º    |
| 2022/23 | 6     | 1ª Galicia    | 7º     |
| 2023/24 | 6     | 1ª Galicia    | 9º     |
| 2024/25 | 6     | 1ª Galicia    |        |